# Cell.
cell. (cell.?) è il sesto album della rock band visual kei giapponese Plastic Tree. È stato pubblicato il 25 agosto 2004 dalla Universal Music Japan ed è il terzo album più venduto dal gruppo: ha raggiunto la 34ª posizione nella classifica ufficiale giapponese Oricon dove è rimasto per quattro settimane.

## Descrizione
Esistono due edizioni dell'album: una normale con custodia jewel case, ed una speciale in edizione limitata con cover diversa e custodia digipack.

## Tracce
Dopo il titolo è indicata fra parentesi "()" la grafia originale del titolo.
1. cell (cell?) - 4:25 (Ryūtarō Arimura - Akira Nakayama)
2. Melancholic (メランコリック?) - 5:11 (Ryūtarō Arimura)
3. Harusaki sentimental (春咲センチメンタル?) - 5:15 (Ryūtarō Arimura)
4. Danse macabre (ダンスマカブラ?) - 4:22 (Tadashi Hasegawa)
5. Kaibutsu-kun (怪物くん?) - 5:00 (Ryūtarō Arimura - Akira Nakayama)
6. crackpot (crackpot?) - 4:50 (Akira Nakayama)
7. 「Yuki hotaru」 (「雪蛍」?) - 4:30 (Ryūtarō Arimura)
8. comic youth (comic youth?) - 4:28 (Akira Nakayama)
9. Harienju (針槐?) - 6:28 (Ryūtarō Arimura - Tadashi Hasegawa)
10. Uwa no sora (うわのそら?) - 5:27 (Tadashi Hasegawa)
11. Yume no shima (夢の島?) - 3:49 (Ryūtarō Arimura)
12. Ghost track - 3:18 (Ryūtarō Arimura - Tadashi Hasegawa)

## Singoli
- 21/01/2004 - 「Yuki hotaru」
- 10/03/2004 - Harusaki sentimental
- 28/07/2004 - Melancholic

## Formazione
- Ryūtarō Arimura - voce e seconda chitarra
- Akira Nakayama - chitarra, cori, PC
- Tadashi Hasegawa - basso e cori
- Hiroshi Sasabuchi - batteria

## Curiosità
Il titolo della canzone Kaibutsu-kun (怪物くん?) vuol dire "mostriciattolo", o meglio l'uso del suffisso onorifico -kun è un modo informale per indicare una persona conosciuta e di pari livello, come a dire "l'amico mostro". Per i giapponesi però rappresenta una citazione dal famoso anime omonimo Kaibutsu-kun, noto in Italia come Carletto il principe dei mostri; il testo della canzone non ha comunque nulla a che fare con la serie animata.